# Гамарня (Лугинський район)
Гамарня (Гамарня-Повчанська, рос. Гамарня, пол. Hamarnia) — колишнє село у Повчанській сільській раді Лугинського району Житомирської області Української РСР.

## Населення
Наприкінці 19 століття в селі налічувалося 260 мешканців, дворів — 40, у 1906 році — 288 жителів, дворів — 48, у 1923 році — 440 мешканців, дворів — 81, у 1924 році — 470 осіб (з перевагою населення польської національности), дворів — 86.

## Історія
Наприкінці 19 століття — село Норинської волості Овруцького повіту Волинської губернії, за 22 версти від Овруча. Входило до православної парафії в Михайлівці, за 8 верст. Власність генерала Авринського, куплена ним у 1870-х роках, разом із сусідніми селами Повч та Стара Рудня, у поміщика Зеленецького.
У 1906 році — село Норинської волості (3-го стану) Овруцького повіту Волинської губернії. Відстань до повітового центру м. Овруч становила 36 верст, від волосного центру містечка Норинськ — 14 верст. Найближче поштово-телеграфне відділення розміщувалося в Овручі.
У 1923 році увійшло до складу новоствореної Повчанської сільської ради, яка 7 березня 1923 року включена до складу новоутвореного Лугинського району Житомирської округи. Розміщувалося за 18,5 верст від районного центру міст. Лугини та за 4 версти — від центру сільської ради, с. Повч. У 1941—44 роках — центр сільської управи.
Виключене з обліку населених пунктів до 1 вересня 1946 року. На його основі виникло с. Рудня-Повчанська.